# 알마 레벨데
《알마 레벨데》(스페인어: Alma rebelde)은 1999년 방영된 멕시코의 텔레노벨라이다.